# 河崎環
河崎 環（かわさき たまき、1973年9月13日 - ）は日本のジャーナリスト、コラムニスト、コメンテーター。
立教大学社会学部兼任講師。東京メトロポリタンテレビジョン株式会社放送番組審議会委員。

## 略歴
京都府京都市出身、神奈川県育ち。 桜蔭中学校・高等学校を経て、父親の転勤で大阪へ転校。 慶應義塾大学総合政策学部卒業。1993年度ハーバード・サマースクール修了。 大学の研究者になることを志し、ニューヨーク大学ビジネススクールの合格も手にしていたが、22歳で学生結婚ののち、子育てに従事。家族の海外駐在に帯同して欧州2カ国（スイス、英国ロンドン）での暮らしを経て帰国後、Webメディア、新聞雑誌、企業オウンドメディア、テレビ・ラジオなどに寄稿・出演多数。
内閣府発行の日本政府海外広報誌「Highlighting Japan」2014年1月号から2019年4月号まで政治家、官僚や文化人などの巻頭インタビューを含め、Tami Kawasakiの名で数十本のインタビュー記事を執筆した。

2019年より立教大学社会学部兼任講師。 2022年4月から東京メトロポリタンテレビジョン株式会社（TOKYO MX）放送番組審議会委員を務める。

## 人物

### 家族
夫と一男一女。長女は慶應義塾大学湘南藤沢キャンパス（SFC）を卒業。2024年4月に長男も同大学に入学し、家族全員が同大学同キャンパスへの入学となった。

### 特徴
絶妙な言葉選びとエモーショナルな文体に特徴がある。労働社会学者の常見陽平は「彼女はめちゃくちゃ頭がいいのに、客観的で冷静な考察ができる人なのに、絶妙にエモい主張をしている。これがまた、いい。」と高く評価している。

### 趣味とエピソード
暗闇バイク「FEELCYCLE」の長年の会員である。
ABEMA Prime2023年5月10日放送分「私のニュース」コーナーでFEELCYCLEを自らバイクに乗って紹介した。その際のバイクは、ABEMA Primeの放送スタジオであるテレビ朝日けやき坂スタジオから近い、六本木ヒルズ内のFEELCYCLE六本木店（RPG）から直接搬入された。

## 出演

### テレビ
- 堀潤モーニングFLAG（TOKYO MX）レギュラーコメンテーター　2022年10月〜2024年9月
- 堀潤 Live Junction （TOKYO MX）レギュラーコメンテーター　2024年10月〜
- ABEMA Prime（AbemaTV）レギュラーコメンテーター
- めざまし8（フジテレビ）レギュラーコメンテーター
- 情報プレゼンター とくダネ!（フジテレビ）レギュラーコメンテーター
- Wの悲喜劇（AbemaTV）2017年9月23日「女性たちの怒り沸騰？炎上CMを考える」、2017年12月16日「信じちゃいけない！妊娠・出産・子育ての都市伝説」、2018年7月7日「日本に私だけ？オンリーワンフリーランス女子」
- ビートたけしのTVタックル（テレビ朝日）2017年5月21日「北朝鮮＆都政　外も内も問題山積み!?リーダーたちと安倍総理はどう駆け引きするSP」
- イイコト！（テレビ神奈川）2021年8月4日、8月11日、12月1日、15日
- すくすく子育て（Eテレ）2005年4月23日「子育てが広がる?!インターネット活用法」
- 女史たちとニュース（フジテレビ）2024年12月29日

### ラジオ
- くにまるジャパン 極（文化放送）準レギュラーコーナーゲスト
- 大竹まこと ゴールデンラジオ!（文化放送）ゲスト
- BIZ&TECH Terminal（ラジオNIKKEI）ゲスト
- TIMELINE（FM東京）ゲスト

## 連載
- プレジデントオンライン「河崎環の 続・WOMAN千夜一夜物語」
- JB Press「河崎環の「令和の人」観察日記」
- 文春オンライン「名門校アウトロー」
- 東洋経済オンライン「非凡な女たちの華麗なる人生」
- ダイヤモンドオンライン「余計なことしか考えない」
- 日経WOMANオンライン「オトナの劇薬」
- 日経xwoman「不都合な真実と好都合な虚偽」
- PRESIDENT WOMAN Online「河崎環の『WOMAN千夜一夜物語』」
- PRESIDENT WOMAN Online「本田健と河崎環の『人生曼荼羅』」

## 著書
- 『女子の生き様は顔に出る』（プレジデント社）2016年11月
- 『オタク中年女子のすすめ ＃40女よ大志を抱け』（プレジデント社）2019年6月